# Jakob Brechbühl
Jakob «Köbi» Brechbühl (* 29. Januar 1952) ist ein ehemaliger Schweizer Fussballspieler. Er spielte auf der Position des Verteidigers und im Mittelfeld von 1971 bis 1983 beim BSC Young Boys. 1977 gewann er mit den Bernern den Schweizer Cup. Brechbühl war bekannt für seinen kräftigen Schuss aus der Distanz. Für die Schweizer Fussballnationalmannschaft stand er in 20 Länderspielen im Einsatz. Sein Sohn Marc Brechbühl (* 1976) war ebenfalls als Fussballspieler aktiv und spielte einen Grossteil seiner Karriere beim FC Münsingen und zuvor ebenfalls wie sein Vater bei den Young Boys.